# Свадьба по доверенности
«Свадьба по доверенности» — название фильма в советском кинопрокате (в оригинале — «Голая правда» араб. الحقيقة العارية‎, El hakika el ariya) — египетский фильм 1963 года, мелодрама с участием популярной звезды египетского кино Магды. По повести Мохаммеда Османа.

## Сюжет
Амаль, гид египетской компании по туризму, отказывается выходить замуж, так как считает, что в браке женщина лишается независимости. Она работает над диссертацией на степень магистра, одно из главных положений которой — равенство в браке между мужем и женой. Как лучшего гида компании Амаль решили направить на международную конференцию по туризму в Америку. Но прежде она должна отвезти группу туристов в Асуан. Там произошла её встреча с Ахмедом. Долгое время Амаль отвергала его ухаживания, так как не чувствовала в поведении молодого человека уважения к себе как личности. Чувство победило. Уезжая в Америку, Амаль с теплохода по телеграфу посылает доверенность родным на оформление её брака с Ахмедом.

## В ролях
- Магда — Амаль
- Эхаб Нафи — Ахмед
- Абдель Муним
- Фатен Шубаши
- Салах Назми

## Премьеры
- Египет — вышел на киноэкраны Египта в 1963[1].
- СССР — фильм демонстрировался в прокате СССР с 1975 года[2].